# Burgwall Tessin
Der Burgwall von Tessin, ist eine abgegangene Niederungsburg am südlichen Stadtrand von Tessin im Landkreis Rostock, in der Nähe der Recknitz.
Das Bodendenkmal besteht aus einem ovalen Burghügel von bis zu 90 Meter Durchmesser. Im Nordosten befindet sich der einzige Zugangsweg zum Burgwall. Wie Funde zeigen, stammt die Burg aus der slawischen bis frühdeutschen Zeit. Angelegt wurde sie vermutlich im frühen Mittelalter des 7. bis 9. Jahrhunderts und im Laufe der Zeit ständig erneuert und ausgebaut. Im Jahre 1121 wurde der Ort in einer Urkunde als slawische Burg „Tessyn“ erwähnt. Zu dieser Zeit dürfte es sich um eine Fürstenburg der Kessiner gehandelt haben. Nachdem die Slawen im Laufe des 12. Jahrhunderts endgültig unterworfen wurden, errichtete der christianisierte Slawenfürst Heinrich Borwin I. zwischen 1209 und 1215 an gleicher Stelle eine deutsche Burg. Bis zum 15. Jahrhundert wurde die Anlage immer wieder um- und ausgebaut und diente in dieser Zeit ebenfalls als Fürstenburg. Im 16. Jahrhundert dürfte die Burgstelle aufgegeben worden sein, denn 1540 hörte die Vogtei Tessin endgültig auf zu existieren. In der Neuzeit wurde am Burgwall ein Eiskeller errichtet, der aber im Laufe der Zeit verfallen war. Seit 2005 hat man diesen Eiskeller als Touristenattraktion neu errichtet. Auf dem Burggelände befand sich in den vergangenen Jahrhunderten eine Windmühle, wodurch das ganze Bodendenkmal heute als „Mühlenberg“ bezeichnet wird.
250 Meter südwestlich des Mühlenberges befindet sich möglicherweise eine weitere slawische Burganlage (Lage). Der Flurname „Oll Borg“ bzw. „Alte Burg“ deutet darauf hin. Funde von jungslawischer Keramik bekräftigen diese Annahme.